# Kele János
Kele János (Karcag, 1991. szeptember 20. –) magyar közgazdász, fejlesztéspolitikai szakember és futballszakíró. 2022 júniusától 2024 januárjáig a Momentum Mozgalom elnökségi tagja.

## Tanulmányai
Felsőfokú tanulmányait a Debreceni Egyetemen kezdte, ahol 2016-ban végzett nemzetközi gazdaság és gazdálkodás mesterszakon. Tanulmányai mellett csatlakozott a Debreceni Egyetemi Közgazdász Szakmai Műhely (DEX Műhely) nevű diákszervezethez, amelynek 2012 és 2013 között elnöke is volt, illetve gazdasági témákban rendszeresen publikált az Egyetemi Élet című lapba. 2014 őszén megnyerte a Negotiation Moot országos Európai Uniós tárgyalási szimulációs versenyt, amelynek köszönhetően gyakornokként dolgozhatott a Külgazdasági- és Külügyminisztériumban.

## Pályafutása
Hobbiként kezdett sportújságírással foglalkozni, majd 2011-től kezdődően folyamatosan jelentek meg cikkei az online sajtóban. Nagyobb publicitást elsősorban futballmérkőzésekről írott, taktikai fókuszú elemzései kaptak. 2015-ben megalapította a Cold Rainy Nights in Britannia névre keresztelt fociblogot, amely gyorsan az angol futball hazai szerelmeseinek egyik kedvencévé vált. A blog főszerkesztőjeként műsorvezetője volt az angol bajnokság eseményeit hétről-hétre feldolgozó Közös Albion c. podcastnak, 2016-18 között pedig meghívott szakértőként a Premier League-mérkőzések magyarországi televíziós közvetítéseiben is közreműködött.
Kele volt a főszerkesztője Magyarország első, kizárólag digitális formátumban megjelenő focis bookazine-jának, amelyet Leshatár névre kereszteltek. A kiadványból végül három, egyenként nagyjából százoldalas szám jelent meg.
2017-ben az ország egyik leglátogatottabb internetes portáljánál, a 24.hu-nál lett külsős szerző. Főként Bajnok Ligája-találkozókat és a magyar válogatott meccseit elemezte, de a 2018-as világbajnokság alatt napi rovata is volt a lapban. Mészáros Ábel futballszakíróval közösen a 444.hu-n is vezetett blogot az oroszországi focivébé ideje alatt, majd ketten együtt Gólra Játsszák! néven megalapították a magyar futballsajtó első előfizetéses modellben működő elemzői site-ját is. Kele ezzel párhuzamosan a 24.hu focis podcastja, a Ziccer házigazdája és műsorvezetője is volt, 2021-ben pedig állandó szerzője lett a Centrál Média Sport24, előfizetőknek készített termékének.
2019-ben egyik alapítója az Unibet Magyarország YouTube-csatornájának, az Esélylesők című műsor állandó szereplője. A csatornától 2020 augusztusában távozott.
2021 áprilisában a Partizán bejelentette, hogy Kele műsorvezetőként csatlakozik a YouTube-csatornához, ám a két fél együttműködése mindössze néhány adás elkészítésére korlátozódott.

### Szakmai pályája
Az egyetem elvégzése után a Miniszterelnökség európai uniós források felhasználásáért felelős helyettes államtitkárságán kezdett dolgozni, ahol a gazdaságfejlesztési és innovációs programok értékelésért felelt. 2018-ban osztálya átkerült az Innovációs és Technológiai Minisztériumhoz. Itt töltött időszaka alatt elemzőként tagja volt a magyar kohéziós borítékról szóló tárgyalásokat támogató szakértői csapatnak.
2021 januárjától a Budapesti Vállalkozásfejlesztési Közalapítvány általános-, majd projektigazgatója. Kinevezését követően a szervezet elindította a Smart Budapest Ötletversenyt, majd ebből kinőve a Smart Budapest Programot, 2022 októberében pedig megrendezte az I. Smart Budapest Fórumot. A Közalapítvány emellett mikrovállalkozások nonprofit hitelezésével és mentorációjával is foglalkozik.

#### Sportújságírás
A 2007-es Copa América keltette fel az érdeklődését a blogolás iránt. Ekkor ismerkedett meg komolyabban a szakmával az Index Nou San Trafford (NST) címet viselő fociblogjának hála. Itt tanulta meg, hogyan kell blogolni szakszerűen sport tematikában. Kezdetben fórum bejegyzéseket írogatott, majd 2011-től kezdődően a hatharom.hu internetes oldal külső szerzője volt, egészen 2015-ig. Ugyanebben az évben alapítója és főszerkesztője lett a Cold Rainy Nights in Britannia blognak, annak 2019-es megszűnéséig.
2016 augusztusában a TV2-csoporthoz tartozó Spíler TV-nél lett vendégszakértő a Premier League mérkőzéseinél, egészen a 2018-as 2Rule kirúgási botrányáig.

#### 2Rule botrány
2018 májusában Mészáros Lőrinc a Magyar Sportmárka Zrt. cég bejegyzett márkájaként levédette a 2Rule elnevezést, majd a frissen létrehozott sportszergyártóval azonnal szerződést kötött három akkori NB I-es futballcsapat, illetve a Magyar Vívó Szövetség. Ezek után 2Rule a nyár egyik legfontosabb és leginkább megosztó témája lett, főként tulajdonosának személye, illetve a valós teljesítmény nélkül elnyert szerződéseik okán.
A kibontakozó közéleti vitában Szöllősi György, a Nemzeti Sport főszerkesztője terjedelmes cikkben védte meg a Mészáros Lőrinc tulajdonában álló márkát. Kele János ezt követően egy Facebook-bejegyzésben részletesen reagált a Szöllősi György által megfogalmazottakra, pontról pontra cáfolva annak főbb állításait. Bejegyzésében és a 444.hu-nak adott interjújában meglehetősen egyértelmű látleletet fogalmazott meg a magyar futball és a politika kapcsolatáról: "Ez is arról szól, mint az egész magyar futball: az egyik oldalán bemegy a közpénz ebbe a rendszerbe, történik vele valami és a másik oldalon kimegy, és az valakinek a magánhaszna lesz – jelen esetben Mészáros Lőrinc magánhaszna."
Az ügy nagy port kavart a nyilvánosságban, hiszen Kele ekkoriban a kormánypárttal jó kapcsolatot ápoló vállalkozók által tulajdonolt TV2-csoport érdekeltségébe tartozó Spíler TV állandó szakértőjeként dolgozott. Néhány nappal később Hetthéssy Zoltán, a Spíler TV akkori vezetője közölte Kelével, hogy a csatorna nem vele képzeli el a folytatást a következő szezontól.
A baloldali sajtóban tévesen cancel cultureként hivatkoztak az esetre (ugyanis azután rúgták ki, hogy nagy nyilvánosság előtt, bizonyítékok nélkül rágalmazta meg Mészáros Lőrincet), különösen azután, hogy 2021-ben Hrutka Jánost is elbocsátották a Spílertől, mert kiállt Gulácsi Péter mellett, aki nyíltan támogatta a Család az Család nevezetű civil kezdeményezést.

### Politikai pályája
2017-ben lépett be a Momentum Mozgalomba, ahol leginkább különféle szakpolitikai munkacsoportokban dolgozott, vagy tanácsokkal segítette a párt egyes politikusait.
Miután 2020 végén megszűnt köztisztviselői jogviszonya az Innovációs és Technológiai Minisztériummal, nyíltabban tudott foglalkozni pártpolitikával.
2021 nyarán a Momentum budapesti tagjai beválasztották a párt legfőbb döntéshozó szervébe, a Küldöttgyűlésbe.
A Momentum az egyesült ellenzék részeként ugyan a 2022-es parlamenti választásokon kétharmados arányban alulmaradt a kormányzó erőkkel szemben, ám a párt története során először bejutott az Országgyűlésbe, és frakciót alapíthatott. Ezt követően Kelét a Momentum 2022. májusi tisztújításán elnökségi taggá választotta a párt Küldöttgyűlése.
2023. december 20-án a Momentum Mozgalom közleményben jelentette be, hogy a párt elnöksége benyújtotta lemondását, az elnök Gelencsér Ferenc pedig felkérte Donáth Annát, hogy térjen vissza a közösség élére. Donáth a visszatérését saját csapata tagjainak megnevezésével tette egyértelművé, mire reagálva Kele Facebook-oldalán úgy fogalmazott: "pártpolitikai szerepvállalása" véget ért.
Mint a Magyar Hangnak adott interjújában fogalmazott: "Az már korábban eldőlt, hogy a párt nem jelöl engem választott politikai pozícióra a soron következő választások egyikén sem, most pedig az is, hogy a kampányidőszaknak új vezetőséggel vág neki a Momentum.” Hozzátette azt is, szakmai előélete alapján a Momentum EP-listáján szeretett volna minél előkelőbb helyen szerepelni, illetve az Európai Parlamentben politizálni tovább. Ebben a céljában viszont a párt Országos Választmánya nem támogatta, így a listán végül szimbolikus helyen szerepel. Önkormányzati ambíciói eközben nincsenek, vidéki fiatalként hosszú évek óta Budapest különböző kerületeiben él, és úgy látja, az önkormányzati választások a helyi érdekek képviseletéről, a helyi beágyazottságról kell szóljanak.

## Érdekességek
Kele gimnazistaként tagja volt iskolája bolgár néptánccsoportjának, a Biljana Táncegyüttesnek. A bolgár kultúrához való kötődéséről a köztelevízió Rondó című nemzetiségi műsorában beszélt.
A Biljana Néptáncegyüttes 2017-ben Pro Cultura Minoritatum Hungariae díjat kapott a hazai bolgárok identitástudatának erősítése és hagyományos kultúrájuk megőrzése érdekében végzett munkájáért.
Iskolás évei alatt versenyszerűen úszott, elsősorban hát- és gyorsúszásban voltak jó eredményei, 2006-ban országos diákolimpiát nyert a karcagi gyorsváltó tagjaként, illetve egyéniben ezüstérmet szerzett hátúszásban.